# ライアン・ゴズリング
ライアン・トーマス・ゴズリング（英: Ryan Thomas Gosling, 1980年11月12日 - ）は、カナダの俳優・ミュージシャン。ディズニー・チャンネルで放送された『ミッキーマウス・クラブ』（1993年 - 1995年）で子役としてキャリアを開始させ、『アー・ユー・アフレイド・オブ・ザ・ダーク?』（1995年）や『ミステリー・グースバンプス』（1996年）など子ども向け娯楽番組にいくつか出演した。映画初主演作はユダヤ人のネオナチを演じた『ザ・ビリーヴァー』（2001年）で、その後も『完全犯罪クラブ』（2002年）・『スローター・ルール』（2002年）・『16歳の合衆国』（2003年）など、自主映画数本に出演した。
ゴズリングが注目を集めるようになったきっかけは、商業的に成功したロマンティック・ドラマ『きみに読む物語』（2004年）への出演である。薬物中毒の教師を演じた2006年の映画『ハーフネルソン』ではアカデミー主演男優賞にノミネートされ、社会に上手くなじめない孤独な主人公を演じた『ラースと、その彼女』（2007年）ではゴールデングローブ賞 主演男優賞（ミュージカル・コメディ部門）にノミネートされた。また3年後・2010年に公開された『ブルーバレンタイン』では、2度目のゴールデングローブ賞ノミネートを受けた。2011年には、ロマンティック・コメディ映画『ラブ・アゲイン』、政治ドラマ『スーパー・チューズデー 〜正義を売った日〜』、アクション・スリラー『ドライヴ』に出演し、前2作で第69回ゴールデングローブ賞の主演男優賞2部門にノミネートされた。監督デビュー作となる『ロスト・リバー』は2014年に公開されたが酷評された。映画『マネー・ショート 華麗なる大逆転』（2015年）、『ラ・ラ・ランド』（2016年）での演技は好評を得て、後者ではゴールデングローブ賞 主演男優賞（ミュージカル・コメディ部門）を獲得したほか、2度目のオスカーノミネートを受けた。
ゴズリングのバンドであるデッド・マンズ・ボーンズは、バンド名と同じ名前のデビュー・アルバムを2009年にリリースし、北米ツアーも行った。彼はカリフォルニア州ビバリーヒルズにあるモロッコ料理屋 Tagine の共同オーナーでもある。動物の倫理的扱いを求める人々の会、インビジブル・チルドレン、イナフ・プロジェクトの支援者でもある。また、この地域の紛争に関する意識を高めようと、チャド・ウガンダ・コンゴ民主共和国東部を旅した経験も持つ。

## 幼少期
ゴズリングはオンタリオ州ロンドンで、製紙工場の巡回セールスマンだった父トーマス・レイ・ゴズリング（英: Thomas Ray Gosling）と（父方の親戚も多くが製紙業に携わっていた）、秘書でその後高校教師も務めた母ドナ（英: Donna）の間に生まれた。父トーマスはイングランド系・スコットランド系・フランス系カナダ人のルーツを持っており、ゴズリングの高祖父に当たるジョージ・エドワード・ゴズリング（英: George Edward Gosling）は、イングランド・ロンドンのパディントン出身だった。ゴズリングの両親は末日聖徒イエス・キリスト教会、いわゆるモルモン教の信徒で、信仰は両親の生涯に多面的な影響を与えていると語っている。一方で、モルモン教徒として育ったことの影響は認めつつも、ゴズリング自身は「自分を[モルモン教徒と]考えることはできない」と発言している。ゴズリングは父親の仕事の関係で引っ越しを繰り返しており、オンタリオ州のコーンウォールやバーリントンで暮らした経験がある。両親は彼が13歳の時に離婚し、ゴズリングは姉マンディ（英: Mandi）と共に母親に引き取られ、他に女性の家族しかいない状況は彼に「女の子のように物事を考えさせた」と回想している。
ゴズリングはグラッドストーン・パブリック・スクール（英: Gladstone Public School）、コーンウォール高等職業学校 (Cornwall Collegiate and Vocational School) 、レスター・B・ピアソン高校に通った。子どもの頃、ゴズリングは『ディック・トレイシー』を観て俳優になろうと志した。ゴズリングはアクション映画『ランボー』に強く影響され、ステーキナイフを学校に持ち込んで、休み時間に他の子どもたちへ投げ付けたこともある。この頃観ていた映画はいわゆる大作がほとんどで、自主映画や芸術映画の類は無かったという。彼は子どもでいることが「大嫌い」で、小学校ではいじめに遭っており、「14歳か15歳になるまで」友人がひとりもできなかった。彼は失読症で、注意欠陥・多動性障害 (ADHD) との診断を受け、メチルフェニデート（リタリン）を処方され特殊学級に入れられたこともあった。この後、彼は仕事を辞めた母親から、1年間ホームスクーリングを受けた。ゴズリングは、この経験で「その後失うことはなかった自主性」（英: "a sense of autonomy that I've never really lost"）を得られたと語っている。彼は、パフォーマーとして活動していた姉に誘われ、幼少期から大勢の前で演技を行っていた。ゴズリング姉弟は結婚式で一緒に歌ったこともあるほか、彼はおじの組んだエルヴィス・プレスリーのトリビュートバンド「エルヴィス・ペリー」（英: Elvis Perry）として演奏したり、地元のバレエ団に在籍したりしていた。演技はゴズリングにとって周りから賞賛される唯一の事柄で、これを通じて彼は自信を付けた。また、子どもの頃、カナダのアクセントを「タフ」（英: "tough"）と感じられなかったため、ゴズリングは特異なアクセントを使って喋るようになった。この時、彼はマーロン・ブランドの喋り方を参考にした。ゴズリングは17歳で高校を中退し、演技の仕事へ打ち込むようになった。

## 演技キャリア

### 1993年 - 1999年：子役として
1993年、12歳のゴズリングはモントリオールに向かい、ディズニー・チャンネルの『ミッキーマウス・クラブ』リバイバルに向けた公開オーディションに参加した。ゴズリングはマウスケティアー（英: Mouseketeer）として2年間の契約を行い、フロリダ州オーランドへ移住した。番組では他の子の方が才能があると考えられ、なかなか出演機会に恵まれなかったが、自身では人生最良の2年間だったと振り返っている。この時の共演者には、ジャスティン・ティンバーレイク、ブリトニー・スピアーズ、クリスティーナ・アギレラ、ケリー・ラッセルなどがいる。ティンバーレイクとは特に親しい友人となり、番組の2年目には、6ヶ月同居生活を送っていた。また、母親がカナダへ季節労働に帰った後は、ティンバーレイクの母がゴズリングの法的後見人となった。1995年にこの番組が打ち切られた後ゴズリングはカナダに戻り、『アー・ユー・アフレイド・オブ・ザ・ダーク?』（1995年）や『ミステリー・グースバンプス』（1996年）などの子ども向け娯楽番組に出演し、1997年から1998年にかけて放送された『ブレイカー・ハイ』では主役のショーン・ハンロン（英: Sean Hanlon）を演じた。18歳の時、ゴズリングはニュージーランドへ向かい、Fox Kidsの冒険シリーズ『ヤング・ヘラクレス』（1998年 - 1999年）でタイトルロールを演じた。2002年に収録された『ザ・バンクーバー・サン』のインタビューでは、当初番組への出演を楽しんでいたものの、シリーズを必要以上に気にするようになり、仕事が全く楽しくなくなってしまったと語っている。彼はキャラクターと「語ったり」造形を探ったりすることにより時間をかけたり、様々な役柄を演じたりしたいと考えるようになり、テレビ番組の仕事はこれ以上引き受けず、映画俳優になることを決めた。

### 2000年 - 2003年：自主映画への出演
19歳の時、ゴズリングは「真面目な演技」（英: "serious acting"）へ軸足を移すことを決意した。エージェントに辞められ、子ども向けテレビ番組のイメージにも苦しんだため、当初は安定した仕事を得られなかった。アメフトを題材にしたドラマ映画『タイタンズを忘れない』で助演した後、ゴズリングは2001年の映画『ザ・ビリーヴァー』で、若いユダヤ人のネオナチ役として主演した。監督のヘンリー・ビーンはゴズリングを配役したことについて、モルモン教徒として育てられた経験が、ユダヤ教徒の孤立を理解する助けになると考えたためと明かしている。『ロサンゼルス・タイムズ』紙のケヴィン・トーマスは、「興奮させ、恐ろしいほど圧倒的な」演技だと賞賛したが、『バラエティ』誌のトッド・マッカーシーは、ゴズリングの演技は「極めて頑強で、これ以上うまく演じることはほとんどできないだろう」と評した。映画はサンダンス映画祭でグランプリを獲得し、後にゴズリングは「今のキャリアを包装して自分にプレゼントしてくれたような映画」だったと語っている。作品の内容は議論が残るものだったため、全国劇場公開に必要な金銭的支援を受けるのは難しく、映画は代わりにショウタイムでテレビ放送された。映画は商業的に失敗し、150万ドルの製作費に対し、わずか416,925ドルの興行収入しか得られなかった。
2002年には、サイコスリラー映画『完全犯罪クラブ』に出演してサンドラ・ブロックやマイケル・ピットと共演し、ピットと共に完全犯罪を企てる高校生を演じた。『エンターテインメント・ウィークリー』のリサ・シュワーズバウムは、「こんなくず[役]でも並外れた才能」だと評したが、『バラエティ』誌のトッド・マッカーシーは、「たくましくてカリスマ的な」若い俳優たちが「シナリオに裏切られた」ように感じたとした。映画は商業的に小規模な成功を収め、製作費5000万ドルに対し、世界中で5671万ドルの興行収入を得た。同じ年には『スローター・ルール』に出演してデヴィッド・モースと共演し、モンタナ州郊外に住むアメフト選手の高校生と、厄介なコーチとの関係を演じた。ゴズリングは、モースとの共演が自身を「より優れた役者」にしたと語っている。『ニューヨーク・タイムズ』紙のスティーヴン・ホールデンは、ゴズリングについて「若かりし日のマット・ディロンを彷彿とさせるような未熟さと強烈さ」を持つ「とてつもない逸材」と述べ、『ロサンゼルス・タイムズ』紙のマノーラ・ダージスは彼の「未熟な才能」に説き伏せられたと述べた。映画はアメリカ合衆国の映画館3館のみで公開され、13,411ドルの興行収入を得た。
2003年。ゴズリングは『16歳の合衆国』に出演し、障害を持つ男児を殺した罪で服役させられるティーンエイジャーを演じた。彼は、「全編を通して感情的に支離滅裂な」キャラクターを演じる機会はあまりないので、役に引きつけられたと語っている。『シカゴ・サンタイムズ』紙のロジャー・イーバートは、「才能ある役者のライアン・ゴズリングは、リーランド[=ゴズリングの演じた役名]とできることは何でもやっているが、キャラクターは人生からではなく、作家の自尊心から出来上がっているものだ」と評した。また『ニューヨーク・タイムズ』のA・O・スコットは、「彼はリーランドをありきたりの筋だらけのところから救おうと苦労した」と述べた。『バラエティ』のデイヴィッド・ルーニーは、「[彼の]一本調子で完全に動揺した演技には、出世作『ザ・ビリーヴァー』のような魅力的な側面などひとつも無い」と評した。

### 2004年 - 2009年：『きみに読む物語』と『ハーフネルソン』
ゴズリングが大きく注目されるようになったのは、同じくカナダ出身のレイチェル・マクアダムスと共演したロマンティック・ドラマ映画『きみに読む物語』（2004年）後のことである。作品はニコラス・スパークスの同名作品を映像化したもので、ニック・カサヴェテスが監督した。ゴズリングはノア・カルフーン役を演じ、役について「時代を超えて—1940年から1946年まで—役を演じる機会を得たけれど、それはとても難解で物を作るような作業だった」と述べている。ゴズリングは役柄に「静かな強さ」（英: "quiet strength"）を吹き込もうとしたほか、共演者のサム・シェパードが『天国の日々』（1978年）で見せた演技に刺激を受けた。撮影は2002年後半から2003年初頭にかけてサウスカロライナ州チャールストンで行われた。この映画撮影後の2005年にゴズリングとマクアダムスは恋仲となったが、セットでは互いにいがみ合うような関係で交際に発展するとは思えなかったという。ゴズリングはこの時を振り返り、「互いにひどくけしかけ合うような関係だった。恋物語を撮っているのに、共演者と全く仲良くやれないなんて奇妙な経験だったよ」と述べている。撮影中、マクアダムスがあまり協力的でないと感じたゴズリングは、カサヴェテス監督に「自分がカメラに写らないショットでは別人を使ってほしい」と頼み込んだ。『ニューヨーク・タイムズ』紙では、主演ふたりの「無意識で敏感な」（英: spontaneous and combustible）演技を賞賛したが、「（観る人は）心ならずもこの2人が予想を覆してほしいと応援してしまう」と述べている。『ワシントン・ポスト』紙のデッソン・トムソンはゴズリングの「魅力的な気取らなさ」（英: beguiling unaffectedness）を讃え、「このふたりを好きになれなかったり、ふたりの偉大な愛を妬むようなことは難しい」と述べた。映画は世界中で1億1500万ドルあまりの興行収入を得て、インフレ率を考慮しても、2011年までゴズリングのキャリア史上で商業的に最も成功した作品の座を譲らなかった。ゴズリングはこの映画で、ティーン・チョイス・アワード5部門とMTVムービー・アワード1部門を獲得した。『エンターテインメント・ウィークリー』誌では作中のキスシーンを「映画史上最高のキスシーン」（英: The All-Time Best Movie Kiss）と評し、『ロサンゼルス・タイムズ』紙も同シーンを「映画での最高のキス50選」（英: The 50 Classic Movie Kisses）にランクインさせた。この作品は数多くの「最高のロマンティック映画」リストにランクインしている。

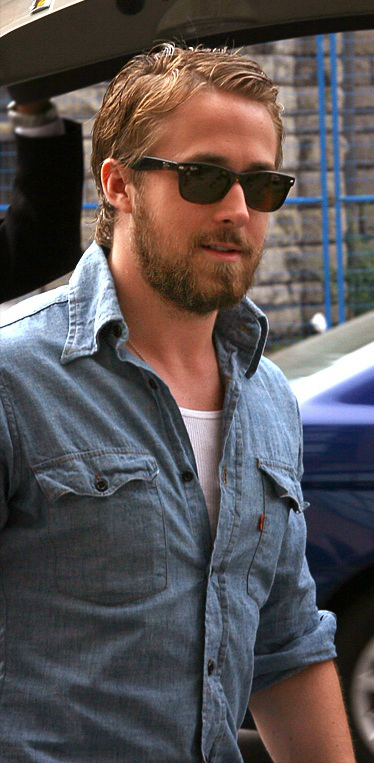
第32回トロント国際映画祭（2007年）にて

2005年、ゴズリングはサイコスリラー映画『ステイ』に出演し、精神障害のある若い美術学生を演じてナオミ・ワッツやユアン・マクレガーと共演した。『ニューヨーク・タイムズ』のマノーラ・ダージスは、否定的な映画評の中で、ゴズリングについて「彼のファンのように、もっと厚遇されるべきだ」と述べた。『バラエティ』誌のトッド・マッカーシーは「有能な」マクレガーとゴズリングは、「彼らが以前見せたものと比べ、目新しい物は何も届けなかった」と評した。低評価にもゴズリングは動じず、次のようなコメントを残している。
ゴズリングの次の出演作は2006年の映画『ハーフネルソン』で、若い学生と絆を作る、薬物中毒の中学教師を演じた。役作りのため、ゴズリングは撮影の1ヶ月前にニューヨークへ転居した。彼はブルックリンの小さなアパートに住み、8年生（日本の中学2年生）の教師をシャドウイングする生活を行った。『ロサンゼルス・タイムズ』のケネス・テュランは、「催眠術のような演技で、[中略]人物に関する深い理解のようなものを見せており、物に出来る役者はほとんどいない」と評した。『サンフランシスコ・クロニクル』のルース・ステインはマーロン・ブランドとゴズリングを比較し、更に「偉大な演技に関心がある人で、彼の演技を見落とそうとする人などいない」と述べた。ロジャー・イーバートは、「（ゴズリングの演技は）現代映画で働く最も素晴らしい俳優のひとりだと証明した」と評した。この映画により、ゴズリングは史上7番目の若さ（当時）でアカデミー主演男優賞にノミネートされた。2007年には映画芸術科学アカデミーの会員に招待された。
2007年の映画『ラースと、その彼女』では、ラブドールと恋に落ちる内向的な人物を演じた。彼は『ハーヴェイ』でのジェームズ・ステュアートの演技に刺激を受けた。ロジャー・イーバートは、「言葉に出来ないことを語るライアン・ゴズリングの演技」で、「等身大のラブドールに関する映画」が「生きる勇気を与える希望の言葉」に変わったと述べた。『ワシントン・ポスト』紙のアン・ホーナデイは、「（彼の演技は）小さな奇跡だ—（中略）—彼は私たちの目の前で、いつの間にか変わっていて成長しているのだから」と述べた。一方で、『ニューヨーク・タイムズ』紙のマノーラ・ダージスは、「ほとんど素晴らしいキャリアの中で、この演技は珍しい計算違いだ」と述べた。この映画で、ゴズリングはゴールデングローブ賞 映画部門 主演男優賞（ミュージカル・コメディ部門）にノミネートされた。
同じ年、ゴズリングはアンソニー・ホプキンスの相手役として、法廷スリラー映画『フラクチャー』に出演した。当初ゴズリングは役を断ったが、ホプキンスの出演決定を聞いて出演することにした。自身の演じたウィリーについて、欠点をいくつも持つなど実在の人物のように思え、自分に引きつけて考えていたと語っている。役作りのため、ゴズリングは実際の審理を見学したり、弁護士たちに会ってインタビューしたりした。『USAトゥデイ』のクローディア・プイグは、「ホプキンスのようなベテランが、ハリウッドいちの若手俳優としのぎを削る姿は、それだけで映画代の価値がある」と述べた。『ニューヨーク・タイムズ』紙のマノーラ・ダージスは、「巧みな場面泥棒のアンソニー・ホプキンスと、同じくらい狡猾で場面を食い物にしてしまうライアン・ゴズリングとの共演という見物」と評価し、「どちらの俳優も、完全に役作りされた個人というより流動的な性格を演じているが、専門家的・個人的なカリスマ性が錬金術のように混ざり合って、互いに穴を埋めている」と述べた。
2007年、ゴズリングは『ラブリーボーン』（2009年）の撮影に参加する予定だったが、「創作上の不一致」（英: "creative differences"）から撮影開始の2日前に降板し、役はマーク・ウォールバーグに引き継がれた。ウォールバーグが引き継いだ役はティーンエイジャーの娘が殺害された父親役で、ゴズリングは役には若すぎると考えられたのである。監督のピーター・ジャクソンとプロデューサーのフラン・ウォルシュは、髪や化粧次第で見かけを老けさせられると説得した。撮影が始まる前、ゴズリングは体重を60ポンド（27kg）増やし、老けて見えるよう髭を蓄えたが、この外見はジャクソンの求めるものではなかった。ゴズリングは後に、「撮影前の段階でよく話し合わなかったのが大きな問題だった。（中略）僕はセットに行ったけれど、間違った方法だったんだ。それで僕は太って、解雇されたというわけ」と述べている。この時の経験については、「うぬぼれを外に出すべきじゃないという、自分にとって重要な悟りだった。役より若過ぎたって構わないんだよ」と述べている。

### 2010年 - 2012年：注目の拡大
3年間大作から遠ざかった後、ゴズリングは2010年から2011年にかけて5本の映画に出演した。この頃について、「あれ以上の精力を持っていたことなんか無いよ。今まで以上に映画を撮ることに楽しみを見出していた」と述べている。また、働いていない時には気落ちしたような感覚だったとも語っている。
2010年、ゴズリングはミシェル・ウィリアムズと共演し、デレク・シアンフランスの監督デビュー作『ブルーバレンタイン』に出演した。映画は低予算かつ主に即興劇で作られ、ゴズリングは「自分自身で映画を撮ってるんだぞ、と思い出させなくちゃいけないんだ」と語った。『サンフランシスコ・クロニクル』のミック・ラサルは、ゴズリングが「観客へ世間への超自然的な理解を届ける」と評した。『ニューヨーク・タイムズ』のA・O・スコットは、ゴズリングが「歳を取って、疲れ切り絶望的なディーンとしてはもっともらしいが、若いディーンとしてはそうでもないかもしれない」と述べた。『エンターテインメント・ウィークリー』のオーウェン・グレイバーマンは、「（彼は）辛辣な労働階級の新しがり屋としてディーン役を演じたが、彼の怒りが爆発した時には、その演技は力強いものとなる」と述べた。一方で『ボストン・グローブ』紙のウェスリー・モリスは、彼の演技を「間違った新しがり屋」の一例と評した。ゴズリングはこの作品でゴールデングローブ賞 映画部門 主演男優賞（ドラマ部門）にノミネートされた。
2010年には、実話を基にしたミステリードラマ映画『幸せの行方...』にも出演し、キルスティン・ダンストと共演した。ゴズリングの役はニューヨークの不動産王ロバート・ダーストを基にしたもので、ダンスト演じる妻の失踪に嫌疑を掛けられる。ゴズリングは撮影について「陰鬱な体験」だったと語り、映画の宣伝は一切引き受けなかった。映画を誇りに思えるか尋ねられたゴズリングは、代わりに「キルスティンがあの映画でやったことは誇れる」と返している。『ローリング・ストーン』誌のピーター・トラヴァースは、「ゴズリングはキャラクターの内面に深く踏み込んだので、彼の神経終末に触れた気になれる」と書いた。『サンフランシスコ・クロニクル』のミック・ラサルは、「カメレオンのようなゴズリングは、空虚な殻のような人間として完璧に説得力がある」と評した。『ロサンゼルス・タイムズ』のベッツィ・シャーキーは、映画はダンストのものだとしつつも、「（ゴズリング）もまた良い」と述べた。
2010年には、社会や政治の理想に対する若者の皮肉っぽさを取り上げたドキュメンタリー番組『ReGeneration』の、ナレーションと制作も担当した。

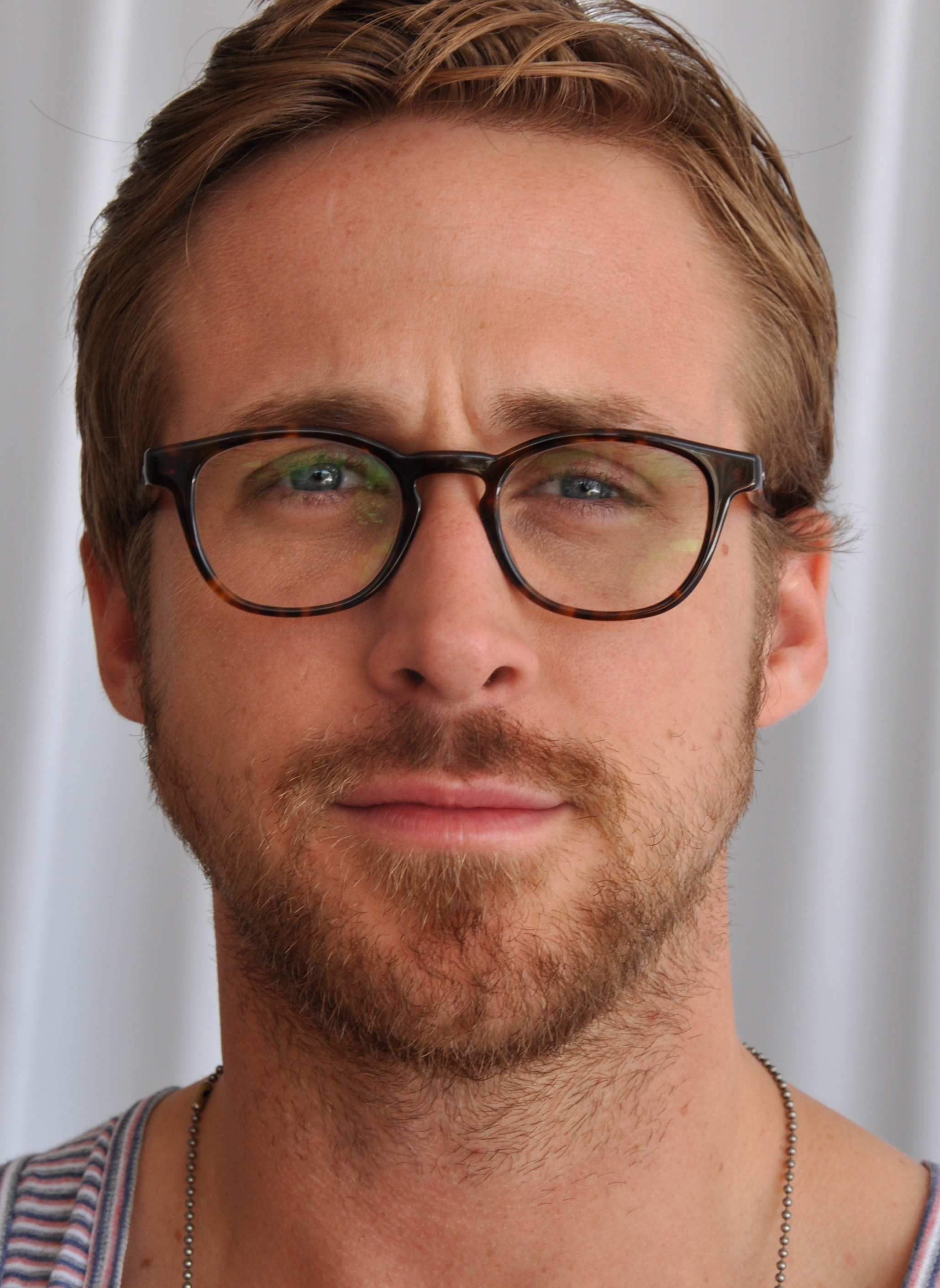
2011年のゴズリング

2011年にゴズリングが演じた3つの役は、それぞれ異なって注目を集めるものだった。まず、ロマンティック・コメディ映画『ラブ・アゲイン』で初めて喜劇的な役を演じ、スティーヴ・カレルやエマ・ストーンと共演した。ゴズリングは、女性を丸め込む男性を演じるため、ロサンゼルスのバーで開かれたカクテル教室に通った。『ワシントン・ポスト』紙のアン・ホーナデイは、「（彼の）魅惑的な命令の存在は、ジョージ・クルーニーに次ぐ人材を見つけたのかもしれないと思わせる」と評した。ピーター・トラヴァースは「とびきりいかした喜劇人」と述べ、『USAトゥデイ』のクローディア・プイグは「1番驚きなのはゴズリングで、彼はコメディの才能を露わにした」と述べた。彼はこの作品でゴールデングローブ賞 映画部門 主演男優賞（ミュージカル・コメディ部門）にノミネートされた。
ゴズリング初のアクション演技は、ジェームズ・サリスの小説を基にした映画『ドライヴ』（2011年）で、逃がし屋 (getaway driver) をしつつハリウッドのカースタントマンとしても働く主人公を演じた。この映画についてゴズリングは「暴力的なジョン・ヒューズ映画」だと述べ、「いつも『プリティ・イン・ピンク/恋人たちの街角』で頭を殴るシーンがあったら完璧だと思っていたんだ」と語っている。監督を務めたニコラス・ウィンディング・レフンは、ゴズリングとの出会い・関係について次のように述べている。
ロジャー・イーバートはゴズリングとスティーブ・マックイーンを比較し、ゴズリングは「存在と誠実さを具体化する」「目立って力強いキャラクターを見つける天性の才能がある」と述べた。『ウォール・ストリート・ジャーナル』のジョー・モーゲンスターンは、「目立った奮闘はあんなに少ないのに、どうやってあんなに大きな衝撃を与えられるかが目下の疑問」だとし、「彼の無駄のないスタイルをマーロン・ブランドのそれになぞらえずにはいられない」と述べた。
2011年最後の出演作は、フィリップ・シーモア・ホフマンと共演した政治ドラマ『スーパー・チューズデー 〜正義を売った日〜』で、ジョージ・クルーニーが監督を務め、ゴズリングは野心的な広報スタッフを演じた。ゴズリングは映画撮影にあたり、より政治を意識するようになったが、「自分はカナダ人だし、アメリカの政治は実のところ自分の範疇じゃないんだ」と述べている。『ウォール・ストリート・ジャーナル』のジョー・モーゲンスターンは、ゴズリングとホフマンは「彼らのキャラクターが持つ主題に基づき、メリハリのある演技をする素養が際立っている。ふたりとも脚本から魔術で呼び出されたような逸材ではない」と述べた。『ロサンゼルス・タイムズ』紙のケネス・テュランはより冷静に作品を評し、作品は「確かに、ホフマンやジアマッティといった素晴らしい俳優たちと口論するような、カリスマ的ゴズリングを観るためのものなのだ」と述べた。また『サンフランシスコ・クロニクル』紙のミック・ラサルは、「[作品では]このキャラクターについてゴズリングがしっかり演じきれない側面がひとつある。単にゴズリングの本領外であるというだけなのだが、つまりは理想主義という側面だ」と述べた。ゴズリングはこの作品でゴールデングローブ賞 映画部門 主演男優賞（ドラマ部門）にノミネートされ、この年のゴールデングローブ賞では主演男優賞2部門にノミネートされたことになった。

### 2013年 - 2015年：賛否両論の批評と監督デビュー
2013年の犯罪スリラー映画『L.A. ギャング ストーリー』では、1940年代のロサンゼルス市警察に務め、ギャングのボスであるミッキー・コーエン（演：ショーン・ペン）に勝とうとするジェリー・ウーターズ巡査部長を演じた。この映画で恋仲になる人物を演じたのは、『ラブ・アゲイン』でも共演したエマ・ストーンだった。ストーンはこの映画に関するインタビューで、ゴズリングさえ良ければもっと多くの映画で共演したいと語っている。『ニューヨーク・タイムズ』のA・O・スコットは、キャストへの弁解として、「小金を稼ぐために、おかしな声を使い、彼らが持ち合わせているはずのニュアンスを全て抑圧した（映画）」と評価した。『ボストン・グローブ』のクリスティ・レミアは、ゴズリングの「奇妙なささやき声」と「充分に発展させられていない、一本調子な」人物造型を批判した。一方で『ロサンゼルス・タイムズ』のベッツィ・シャーキーは、ゴズリングとストーンの共演シーンには「魅惑的な力」（英: "a seductive power"）があるとし、「それでもこの映画の酷いところと同じように、この脚本はたったの半分しか演じられていないのだ」と述べた。
『ブルーバレンタイン』のデレク・シアンフランス監督作であるクライムドラマ映画『プレイス・ビヨンド・ザ・パインズ/宿命』では、家族を養うため銀行強盗を行うバイク・スタントマンを演じた。この映画の脚本執筆中、ゴズリングらと会食したシアンフランス監督は、ゴズリングに銀行強盗が長年の夢だったと聞かされ、方法を尋ねたところ執筆中の脚本とほぼ同じ内容だったと回想している。一方のゴズリングは、撮影について「今まで作った映画の中で最高の体験だった」と語っている。『ニューヨーク・タイムズ』のA・O・スコットは演技を絶賛し、「ゴズリング氏の非常にクールな落ち着いた側面—『ドライヴ』ではこの側面だけを見せていたのだが—は、子どものような純真さと脆さを仄めかすことにより興味深く複雑なものになった」と述べた。『ヴィレッジ・ボイス』のスコット・ファンダスは感銘を受けず、「ゴズリングの人物造型はほとんどパロディだ」「ゴズリングは穏やかで傷付いた半かすれ声を使い、これは全て一種のパロディなのだと教えてくれる」「ゴズリングの役はニコラス・ウィンディング・レフンの確かなハリウッド・スリラー『ドライヴ』の影響を強く受けている近縁種で、キャラクターが[『ドライヴ』からの]窃取であることは明白だ」と酷評した。『ザ・ニューヨーカー』のデイヴィッド・デンビーは、「ゴズリングは、『ドライヴ』以来の情けの無い一匹狼という自分のルーティンを繰り返している」と指摘した。
同じ年の後半、ゴズリングはレフンの暴力的復讐劇『オンリー・ゴッド』に出演した。ゴズリングは役作りのためムエタイのトレーニングを受け、脚本については「今まで読んだ中で1番奇妙なものだ」と述べた。『ニューヨーク』のデイヴィッド・エデルスタインは、「ゴズリングは『ザ・ビリーヴァー』のスキンヘッドや『ハーフネルソン』のスターのように大役者に見える。彼の『オンリー・ゴッド』での演技は（神はこの映画を許し給うか？）は、ひとつの長く湿っぽい凝視である」と述べた。『バラエティ』のピーター・デブルージュは、「壁紙の方がライアン・ゴズリングより感情を大きく表現している」と述べた。『ニューヨーク・タイムズ』のスティーヴン・ホールデンは、「自動機械に精神生活を提案してやることもできず、『オンリー・ゴッド』のゴズリング氏はスローモーションの呆然状態であるかのように演技している」と批判した。『ローリング・ストーン』のピーター・トラヴァースは、ゴズリングについて「何かを書き付けられる白紙だと意図されており、しばしばただの虚ろな存在になる」と述べた。『ロサンゼルス・タイムズ』のベッツィ・シャーキーはゴズリングの演技に失望し、「ほぼ無口なスタント・ドライバーとしては印象的で人の心を打つのに、（中略）ジュリアンに全く間に合っていない」「『オンリー・ゴッド』でゴズリングは、命を吹き込まれるのを待つマネキンのようにしか動いていない」と酷評した。『ニューヨーク・ポスト』のサラ・スチュアートも、「『きみに読む物語』の嫌なやつという汚名から逃げたがっているのは分かるが、もう十分だ」「ゴズリングは言葉少ない男性という人格を繰り返している」と述べた。
2013年初頭、ゴズリングは「自分が何をしているのか全く分からなくなっている。一旦休んで、なぜ、どのように[俳優業に取り組んでいる]のか再評価するのは自分にとって良いことだと思う。それに多分、それが[演技]について学ぶ良い方法だと思う」と述べて、俳優業を一時休止すると発表した。

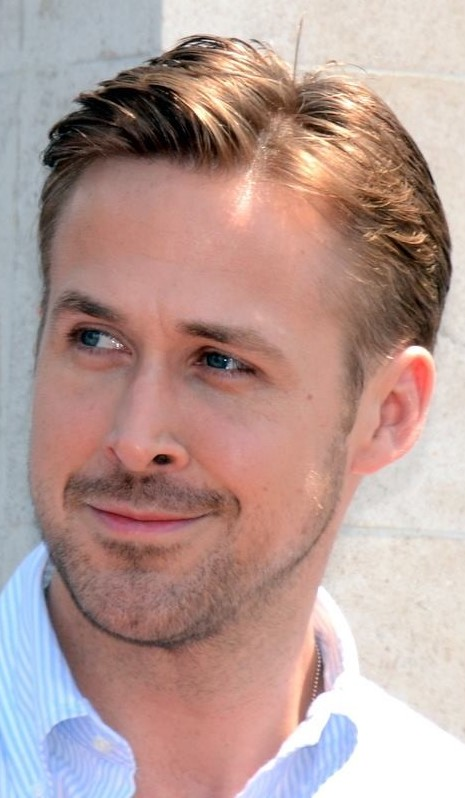
第67回カンヌ国際映画祭（2014年）にて

ゴズリングの監督デビュー作『ロスト・リバー』は、2014年の第67回カンヌ国際映画祭・ある視点部門に出品された。ゴズリングの執筆した「ファンタジーノワール」（英: "fantasy noir"）には、クリスティーナ・ヘンドリックス、シアーシャ・ローナン、ベン・メンデルソーン、マット・スミスなどが出演した。映画には主に酷評がついて回った。『ガーディアン』のピーター・ブラッドショウは、映画は「我慢できないほど思い上がって」（英: insufferably conceited）おり、ゴズリングは「調和や謙遜という感覚を全て」失っていると書いた。『バラエティ』のジャスティン・チャンは、「病気持ちの魅惑状態」として退けた。映画は『ドライヴ』『オンリー・ゴッド』を手掛けたニコラス・ウィンディング・レフンのものと酷似していると非難されたが、当のレフンは映画を気に入り、「僕らは双子で、そういう訳で同じ映画を作るんだ。生まれた時に生き別れたけど互いを見つけたんだ」と述べている。
2015年の金融映画『マネー・ショート 華麗なる大逆転』で、ゴズリングはボンドトレーダーを演じ、作品は翌年の第88回アカデミー賞でアカデミー作品賞にノミネートされた。『アトランティック』のデイヴィッド・シムズは、ゴズリングは「人に取り入るように面白く、どういうわけかずっとこちらを引きつけ反感を誘う。数年間二流の芸術映画という落とし穴でさまよった後、再び自由になった彼を観るのは素晴らしいことだ」と述べた。『ローリング・ストーン』のピーター・トラヴァースは、「低俗な物言いの名手であるゴズリングは、カメラに向かって真っ直ぐ話しかけ、火山のように凄まじく面白い」と述べた。『エンターテインメント・ウィークリー』のクリス・ナシャワティは、ゴズリングがうぬぼれ屋の魅力を滲み出させていると述べた。一方で『ボストン・グローブ』のピーター・キーオウは、ゴズリングの演技はブラッドリー・クーパーのまがい物に過ぎないと述べた。

### 2016年 - 現在：話題作への相次ぐ出演

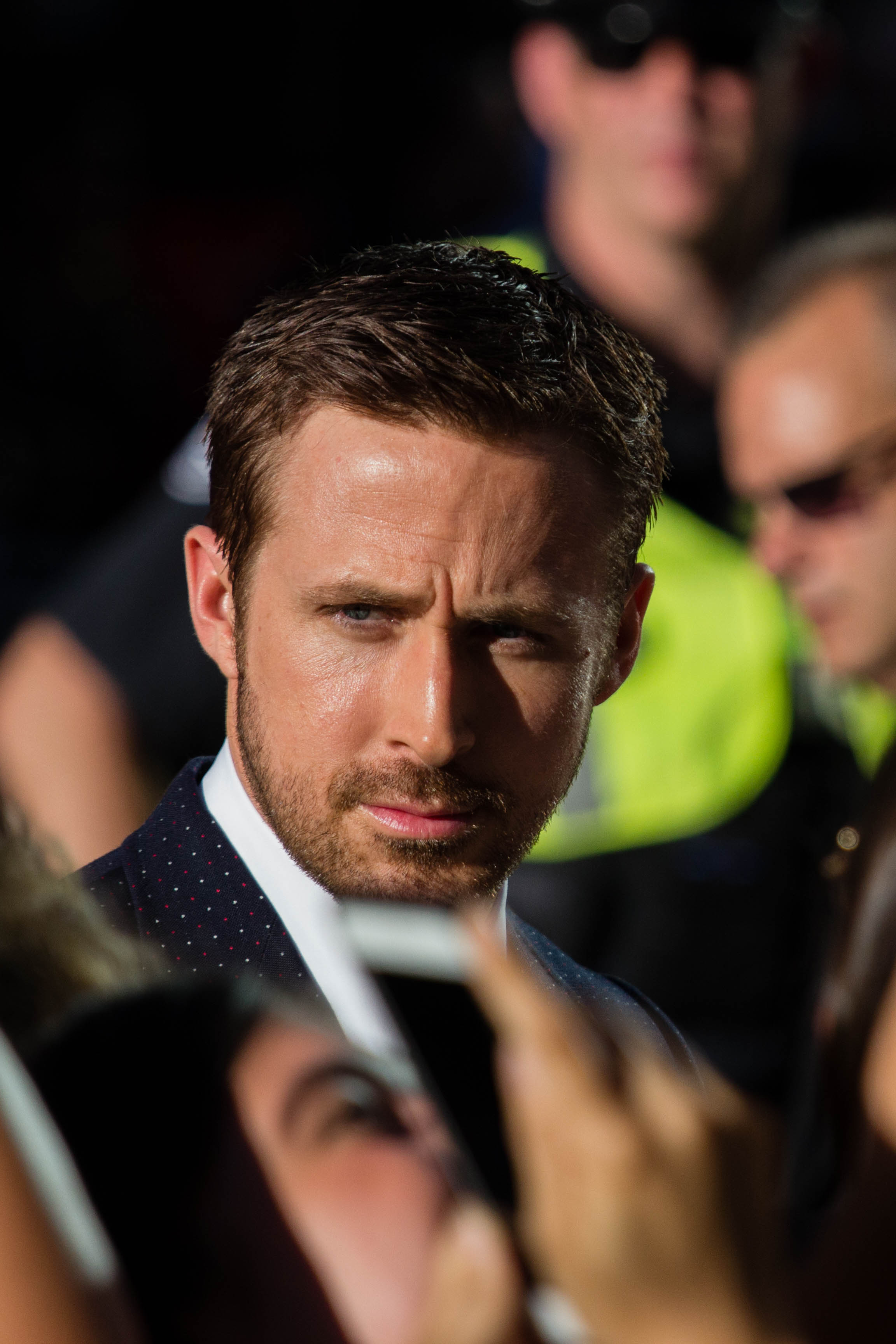
第41回トロント国際映画祭（2016年）に登場したゴズリング

2016年には、ラッセル・クロウと共演して探偵を演じたコメディ映画『ナイスガイズ!』、『ムーンライト』と共にこの年の賞レースを席巻した映画『ラ・ラ・ランド』の2本に出演した。前者は映画批評サイトRotten Tomatoesで90%以上の評価を得た。『アトランティック』では、「本当の新発見だが、ゴズリングは切れ者の話しぶりと身体を張ったばかなコメディとを交互に見せる」と評された。『ニューヨーク・タイムズ』のA・O・スコットは、「ゴズリング氏の物憂げで鼻声かつ半分酔っ払った話し方は、彼が好むような生真面目な作品よりも、この作品のようにナンセンスな映画の方に合っている」と述べた。
『ラ・ラ・ランド』の相手役は3度目の共演となるエマ・ストーンで、ストーンの出演決定を聞いて役に飛びついたとの話もある。作品を手掛けたデイミアン・チャゼル監督は、ミュージカル映画の撮影には困難も多かったが「（ゴズリングとストーンは）セットの中でも外でも有機化学的反応を起こしていた」と語ったほか、ゴズリングの過去作品を引きつつ「この映画をやるのに必要な要素を全部持っていた」ともしている。ゴズリングはストーンとのダンス練習と併行してピアノ演奏を学び、劇中の演奏シーンでは自分で演奏した。『ガーディアン』紙のピーター・ブラッドショウは、「ストーンのように元々歌手ではないが、それでも画面にはとても現実的な何かがあり、歌に向き合う生身の人間がいる」と評した。『ローリング・ストーン』のピーター・トラヴァースは、「ゴズリングの映画出演作は[中略]多岐に渡り、いつも彼には何でも出来ると思わされてきたが、今回は完全に納得させられてしまった」と述べた。『シカゴ・トリビューン』紙では、"A Lovely Night" のシーンで気後れが見られ、情熱的だったストーンほど多くを伝えられていないと評された。セバスチャンのキャラクターには「白人の救世主」であるという批判もあった。この作品でゴズリングはゴールデングローブ賞 映画部門 主演男優賞（ミュージカル・コメディ部門）を獲得し、2度目となるアカデミー主演男優賞のノミネートも受けた。2016年12月には、チャゼルとゴズリングが、ニール・アームストロングの伝記『ファーストマン: ニール・アームストロングの人生 (en) の映画化作品『ファースト・マン』（2018年）で再タッグを組むと発表された。
ゴズリングはテレンス・マリックの映画『ソング・トゥ・ソング』にも出演している。ゴズリングの出演は2011年に明らかにされ、2012年には撮影の実施が報道されたが、フィルムの量が膨大になったことや金銭的問題から、封切りは2017年までずれ込んだ。この作品にはケイト・ブランシェット、ルーニー・マーラ、ヴァル・キルマー、マイケル・ファスベンダーなどが出演した。ゴズリングは2004年に、チェ・ゲバラを描いたマリックの映画『チェ』への出演にサインしたと報じられたが、マリックは『ニュー・ワールド』（2005年）制作のため降板し、ゴズリングもスケジュール上の問題で降板した。
2017年には『ブレードランナー』の続編『ブレードランナー 2049』に出演し、2016年7月から始まった撮影に参加した。興行的には物足りなかったものの、作品はイギリスの雑誌『エンパイア』が選ぶ2017年のベスト映画10本にて第2位に選ばれるなど評価された（また出演作『ラ・ラ・ランド』も3位にランクインした）。作品は2018年の第90回アカデミー賞でも5部門にノミネートされ、ロジャー・ディーキンスが初の撮影賞を獲得したほか、視覚効果賞も獲得した。レプリカントKを演じたゴズリングにも絶賛が寄せられ、『ニューヨーク・タイムズ』のA・O・スコットは「申し分のないキャスティングだ。ゴズリング氏の、同情を求めすぎたあまり取り乱したようにも見えながら、こちらの同情を誘い出すことのできる能力のおかげで（中略）、彼は温かい心を完璧に兼ね備えたロボットに変身した。また、2017年にあって、35年前のハリソン・フォードとどこか似たものを持っているのも確かだ——彼はハリウッドの傷付きやすい理想である男らしい冷静さの、現代における化身であり、彼自身の強さは、繊細な魂を覆い隠す鎧としても機能している」と述べた。また『バラエティ』のピーター・デブルージュは、「自然なカリスマを放つゴズリングが、『ドライヴ』や『オンリー・ゴッド』同様の感情を殺した不気味なモードで帰ってきて、アラン・ドロンがヒットマンの名作『サムライ』で見せたニヒルな冷酷さを注ぎ込み、どの側面も冷酷で、その倍計り知れないキャラクターを作り上げた」と評した。

## 音楽キャリア

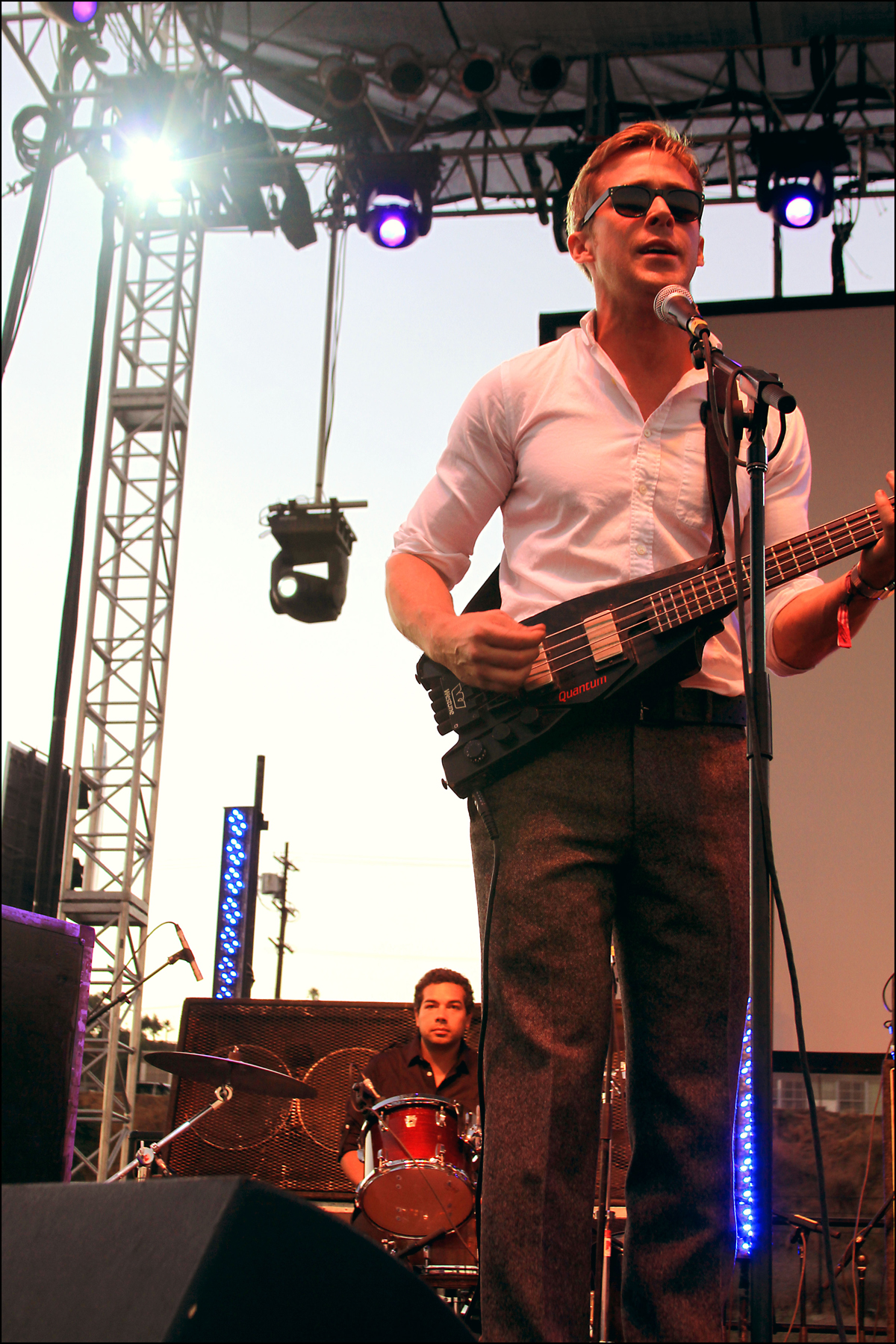
2010年のFYFフェスティバルで演奏するデッド・マンズ・ボーンズ

2007年、ゴズリングはソロ曲 "Put Me in the Car" をインターネット上でダウンロードできるようにした。同じ年、ゴズリングは友人のザック・シールズ（英: Zach Shields）とインディー・ロックバンド『デッド・マンズ・ボーンズ』を結成した。ふたりは2005年に出会ったが、これはシールズが当時交際していたケイリーン・マクアダムス（英: Kayleen McAdams）が、ゴズリングが交際していたレイチェル・マクアダムスの妹だったという縁からである。両者は当初怪物をテーマにしたミュージカルを構想していたが、舞台制作は高額になるとしてバンド結成へ方向転換した。ゴズリングとシールズは、バンドの名前を冠したアルバムをシルバーレイク音楽学校子ども合唱団 (The Silverlake Conservatory's Children's Choir) と収録し、楽器の演奏法を学んで全て自分たちで演奏した。ゴズリングはボーカルだけでなく、ピアノ・ギター・ベースギター・チェロを演奏した。アルバムはアンタイ・レコードから2009年10月6日に発売された。『ピッチフォーク・メディア』では「独創的で覚えやすく、魅力的に奇妙なレコード」と評され、Prefix では「駄作ではないし、不適当だなんてあり得ない」と述べられた。一方で、『スピン』では「俳優が宙ぶらりんなポップ・ミュージシャンになるというお決まりを覆していない」と書かれたほか、『エンターテインメント・ウィークリー』はアルバムに「鼻につくゴシック調の気取った感じ」（英: cloying, gothic preciousness）があるとした。
2009年9月、ゴズリングとシールズは、ロサンゼルスのボブ・ベイカー・マリオネット・シアターを3夜借り、光る骸骨や幽霊たちが踊る前で演奏するイベントを開催した。その後2009年10月には、全13日の日程で北米ツアーを開催し、どの公演でも地元の子ども合唱団と共演した。公演では、オープニング・アクトの代わりに演芸会が行われた。2010年9月には、ロサンゼルスで開かれたFYFフェスティバルで演奏した。2011年にゴズリングは、バンド2枚目となるアルバムを収録したいと述べたが、「ロックンロールらしくない」として子ども合唱団の参加は見送る方針を明らかにした。

## チャリティ活動
ゴズリングはいくつかの社会問題へ活動を行っている。動物の倫理的扱いを求める人々の会 (PETA) と共に、ケンタッキーフライドチキンやマクドナルドの農園で改良されたニワトリ畜殺法を用いるよう活動したり、雌牛の角を刈らないよう酪農家に訴えるキャンペーンを展開したりした。2005年には、当時交際していたレイチェル・マクアダムスと共に、ハリケーン・カトリーナが襲来したミシシッピ州ビロクシで清掃活動に携わった。また、アフリカ中部での神の抵抗軍の残虐な活動への認識を高めようとしている団体インビジブル・チルドレンの支援者である。2005年には、チャドのダルフール難民キャンプを訪れた。2008年には、キャンパス・プログレス全国大会に登壇し、ダルフール問題を話し合った。イナフ・プロジェクトの活動の一環として、ゴズリングは2007年にウガンダ、2010年にコンゴ民主共和国東部を訪れている。

## 私生活

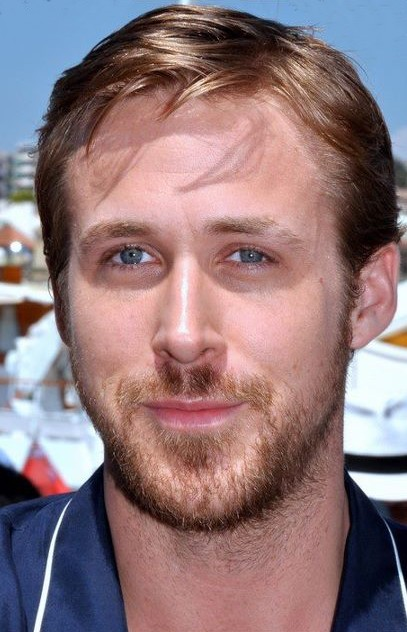
第64回カンヌ国際映画祭（2011年）にて

ゴズリングは雑種犬のジョージと共に、ニューヨーク市に住んでいたことがある。2017年初め頃までは、妻エヴァ・メンデスら家族と共にロサンゼルス・ロス・フェリスに住んでいた。
ゴズリングは、カリフォルニア州ビバリーヒルズにあるモロッコ料理屋 Tagine の共同オーナーでもある。彼はレストランに「持ち金全て」（英: "all [his] money"）をはたいて衝動買いし、1年間かけて自分でリノベーションして、現在ではレストランのメニューの監督も行っている。
2015年5月、ゴズリングはスコットランドの映画制作者ライアン・マクヘンリーの死を悼み、自らがシリアルを食べる動画を投稿した。マクヘンリーはゴズリングの出演作品のシーンを繋いで、"Ryan Gosling Won't Eat His Cereal"（意味：ライアン・ゴズリングがシリアルを食べてくれない）と称したシリーズをVineに投稿していたが、闘病生活の末癌で死亡した人物である。
ゴズリングはディズニーランドの熱烈なマニアであり、『ドライヴ』『オンリー・ゴッド』などで共作したニコラス・ウィンディング・レフン監督一家と共に訪れたこともある。
ゴズリングは、観ていて感情移入してしまう映画として『ダンボ』や『エレファント・マン』などを挙げている。お気に入りの俳優にはゲイリー・オールドマンを挙げている。

### 交際関係
ゴズリングは、『完全犯罪クラブ』で共演していたサンドラ・ブロックと2002年から2003年にかけて交際していた。その後『きみに読む物語』で共演した、同じカナダ出身のレイチェル・マクアダムスと2005年半ばから2007年半ばにかけて交際し、2008年には短期間復縁した。
2011年9月、ゴズリングは『プレイス・ビヨンド・ザ・パインズ/宿命』で共演したエヴァ・メンデスと交際を始めた。ふたりの間には、2014年9月・2016年4月に生まれた2人の娘がいる。メンデスとは事実婚の期間を経て、2016年に挙式している。ゴズリングは私生活を表にしないことを信条としており、娘の誕生以来メンデスと連れ立って登場したことは無い。アカデミー賞の授賞式では、代わりに母や姉と参加している。一方で第74回ゴールデングローブ賞の授賞スピーチではメンデスに言及したり、監督作『ロスト・リバー』にメンデスを出演させたりしている。『ブレードランナー 2049』の撮影でハンガリーに向かったゴズリングは、自身の母やメンデス、さらに娘たちもハンガリーに呼び寄せたことを語っている。

## フィルモグラフィ
※役名の太字表記は主演。

### 映画
| 年   | 題名 | 役名                                    | 備考                                                                    | 吹替                                                                                             |
| ---- | --- | --------------------------------------- | ----------------------------------------------------------------------- | ------------------------------------------------------------------------------------------------ |
| 1997 | フランケンシュタインと僕 Frankenstein and Me                                                                  | ケニー                                  | 日本劇場未公開                                                          |                                                                                                  |
| 2000 | タイタンズを忘れない Remember the Titans                                                                      | アラン・ボズレー                        |                                                                         | 石田彰                                                                                           |
| 2001 | ザ・ビリーヴァー The Believer                                                                                 | ダニー・バリント                        |                                                                         |                                                                                                  |
| 2002 | 完全犯罪クラブ Murder by Numbers                                                                              | リチャード・ヘイウッド                  | 桐本琢也                                                                |                                                                                                  |
| 2002 | スローター・ルール The・Slaughter Rule                                                                        | ロイ・チャトニー                        |                                                                         |                                                                                                  |
| 2003 | 16歳の合衆国 The United States of Leland                                                                      | リーランド・P・フィッツジェラルド       | 浪川大輔                                                                |                                                                                                  |
| 2004 | きみに読む物語 The Notebook                                                                                   | ノア・カルフーン                        | MTVムービー・アワード ベストキス賞受賞                                  | 内田夕夜                                                                                         |
| 2005 | ステイ Stay                                                                                                   | ヘンリー・リーサム                      |                                                                         | 三木眞一郎                                                                                       |
| 2006 | ハーフネルソン Half Nelson                                                                                    | ダン・ダン                              | アカデミー主演男優賞ノミネート                                          | 加瀬康之                                                                                         |
| 2007 | フラクチャー Fracture                                                                                         | ウィリー・ビーチャム                    | 日本劇場未公開                                                          |                                                                                                  |
| 2007 | ラースと、その彼女 Lars and the Real Girl                                                                     | ラース・リンドストロム                  | ゴールデン・グローブ賞主演男優賞 (ミュージカル・コメディ部門)ノミネート | 内田夕夜                                                                                         |
| 2010 | ブルーバレンタイン Blue Valentine                                                                             | ディーン・ペレイラ                      | 兼製作総指揮 ゴールデングローブ賞 主演男優賞（ドラマ部門）ノミネート    | （吹き替え版なし）                                                                               |
| 2010 | 幸せの行方... All Good Things                                                                                 | デイヴィッド・マークス                  |                                                                         | （吹き替え版なし）                                                                               |
| 2010 | Regeneration                                                                                                  | ナレーター                              | ドキュメンタリー、兼製作                                                | N/A                                                                                              |
| 2011 | ラブ・アゲイン Crazy, Stupid, Love                                                                            | ジェイコブ・パーマー                    | ゴールデングローブ賞 主演男優賞（ミュージカル・コメディ部門）ノミネート | 綱島郷太郎                                                                                       |
| 2011 | ドライヴ Drive                                                                                                | ドライバー                              |                                                                         | 内田夕夜                                                                                         |
| 2011 | スーパー・チューズデー 〜正義を売った日〜 The Ides of March                                                   | スティーヴン・マイヤーズ                | ゴールデングローブ賞 主演男優賞（ドラマ部門）ノミネート                 | 内田夕夜                                                                                         |
| 2012 | プレイス・ビヨンド・ザ・パインズ/宿命 The Place Beyond the Pines                                              | ルーク・グラントン                      |                                                                         | 内田夕夜                                                                                         |
| 2013 | L.A. ギャング ストーリー Gangster Squad                                                                       | ジェリー・ウーターズ巡査部長            | 加瀬康之                                                                |                                                                                                  |
| 2013 | オンリー・ゴッド Only God Forgives                                                                            | ジュリアン                              | 兼製作総指揮                                                            | 内田夕夜                                                                                         |
| 2013 | ホワイト・シャドウ White Shadow                                                                               | N/A                                     | 製作総指揮                                                              | N/A                                                                                              |
| 2014 | ロスト・リバー Lost River                                                                                     | N/A                                     | 監督・脚本・製作                                                        | N/A                                                                                              |
| 2014 | マイ・ライフ・ディレクテッド・バイ・ニコラス・ウィンディング・レフン My Life Directed by Nicolas Winding Refn | 本人                                    | ドキュメンタリー 日本では2017年7月8日公開                               | （吹き替え版なし）                                                                               |
| 2015 | マネー・ショート 華麗なる大逆転 The Big Short                                                                 | ジャレド・ベネット                      |                                                                         | 福田賢二                                                                                         |
| 2016 | ナイスガイズ! The Nice Guys                                                                                   | ホランド・マーチ                        | 内田夕夜                                                                |                                                                                                  |
| 2016 | ラ・ラ・ランド La La Land                                                                                     | セバスチャン・“セブ”・ワイルダー        | 内田夕夜                                                                | ゴールデングローブ賞 主演男優賞（ミュージカル・コメディ部門）受賞 アカデミー主演男優賞ノミネート |
| 2017 | ソング・トゥ・ソング Song to Song                                                                             | BV                                      | 内田夕夜                                                                |                                                                                                  |
| 2017 | ブレードランナー 2049 Blade Runner 2049                                                                       | K                                       | 加瀬康之                                                                |                                                                                                  |
| 2018 | ファースト・マン First Man                                                                                    | ニール・アームストロング                | 内田夕夜                                                                |                                                                                                  |
| 2022 | グレイマン The Gray Man                                                                                       | コート・ジェントリー / シエラ・シックス | 内田夕夜                                                                |                                                                                                  |
| 2023 | バービー Barbie                                                                                               | ケン                                    | 武内駿輔                                                                |                                                                                                  |
| 2024 | フォールガイ The Fall Guy                                                                                     | コルト・シーバース                      | 兼製作                                                                  | 内田夕夜                                                                                         |
| 2025 | Wolf Man | N/A                                     | 製作総指揮 ポストプロダクション                                         | N/A                                                                                              |
| 2026 | プロジェクト・ヘイル・メアリー Project Hail Mary                                                              | ライランド・グレース                    | 兼製作 ポストプロダクション                                             |                                                                                                  |
| 2027 | Star Wars: Starfighter                                                                                        |                                         | プリプロダクション                                                      |                                                                                                  |

### テレビ番組
| 年          | 題名                                                                        | 役名                                | 備考                                           | 吹替     |
| ----------- | --------------------------------------------------------------------------- | ----------------------------------- | ---------------------------------------------- | -------- |
| 1993 – 1995 | ミッキーマウス・クラブ Mickey Mouse Club                                    | 本人役                              | 3話                                            |          |
| 1995        | アー・ユー・アフレイド・オブ・ザ・ダーク? Are You Afraid of the Dark?       | ジェイミー・レアリー Jamie Leary    | エピソード："The Tale of Station 109.1"        |          |
| 1996        | PSI FACTOR〜超常現象特捜隊〜 PSI Factor: Chronicles of the Paranormal       | アダム Adam                         | エピソード："Dream House/UFO Encounter"        |          |
| 1996        | 新・燃えよ!カンフー Kung Fu: The Legend Continues                           | ケヴィン Kevin                      | エピソード："Dragon's Lair"                    |          |
| 1996        | アボンリーへの道 Road to Avonlea                                            | ブレット・マクナルティ Bret McNulty | エピソード：『デイビーの決断』From Away        |          |
| 1996        | ミステリー・グースバンプス Goosebumps                                       | グレッグ・バンクス Greg Banks       | エピソード："Say Cheese and Die"               | 有光良太 |
| 1996        | シャーリー・ホームズの冒険 The Adventures of Shirley Holmes                 | ショーン Sean                       | エピソード："The Case of the Burning Building" |          |
| 1996        | フラッシュ・フォワード Flash Forward                                        | スコット・スタッキー Scott Stuckey  | 2話                                            |          |
| 1996        | レディ・オア・ノット Ready or Not                                           | マット・カリンスキー Matt Kalinsky  | エピソード： "I Do, I Don't"                   |          |
| 1997 – 1998 | ブレイカー・ハイ Breaker High                                               | ショーン・ハンロン Sean Hanlon      | 44話                                           |          |
| 1998        | Nothing Too Good for a Cowboy (en)                                          | トミー / Tommy                      | テレビ映画                                     |          |
| 1998 – 1999 | ヤング・ヘラクレス Young Hercules                                           | ヘラクレス Hercules                 | 49話                                           |          |
| 1998        | ヘラクレス Hercules: The Legendary Journeys                                 | ジーラス Zylus                      | エピソード："The Academy"                      |          |
| 1999        | The Unbelievables                                                           | ジョシュ / Josh                     | パイロット版                                   |          |
| 2005        | I'm Still Here: Real Diaries of Young People Who Lived During the Holocaust | イリア・ガーバー Ilya Gerber        | テレビ・ドキュメンタリー番組                   |          |
| 2015        | サタデー・ナイト・ライブ Saturday Night Live                                | 本人役、ホスト                      | エピソード："Ryan Gosling / Leon Bridges"      |          |

## ディスコグラフィ
| 2009                                                                   | "Dead Man's Bones" (with Dead Man's Bones) | —  | —  | —   | —  | —  | —  | N/A                                                |
| 2011                                                                   | "You Always Hurt the Ones You Love"        | —  | —  | —   | —  | —  | —  | Blue Valentine: Original Motion Picture Soundtrack |
| 2016                                                                   | "A Lovely Night" (with Emma Stone)         | —  | —  | 75  | —  | —  | —  | La La Land: Original Motion Picture Soundtrack     |
| 2016                                                                   | "City of Stars"                            | —  | —  | 10  | —  | —  | —  | La La Land: Original Motion Picture Soundtrack     |
| 2016                                                                   | "City of Stars" (with Emma Stone)          | 68 | 30 | 194 | 14 | 48 | 53 | La La Land: Original Motion Picture Soundtrack     |
| "—" はシングルがチャートインしなかったか、発売されなかったことを示す。 |                                            |    |    |     |    |    |    |                                                    |

## 日本語吹き替え
『きみに読む物語』以降、内田夕夜が大半の作品で担当している。
ゴズリングの代表作である『ラ・ラ・ランド』は内田自身も映画館で観賞した時から担当したかった作品であったため、役が決まった時は嬉しかったといい、収録の際は思わず劇中歌を口ずさんでいたという。また、『ラ・ラ・ランド』や『ナイスガイズ!』などで担当した際にはゴズリングの役作りや演じ分けに驚愕したとも語っている（詳細は内田のページを参照）。
このほかにも、加瀬康之、三木眞一郎、石田彰、武内駿輔なども声を当てている。

## 発展資料
- Nick Johnstone (2013). Ryan Gosling: Hollywood's Finest. John Blake Publishing. ISBN 978-1-78219-460-6